# Vinci, Toskana
Vinci (italijansko [ˈvin.tʃi]) je mesto - uradno città - in občina metropolitanskega mesta Firenze v italijanski deželi Toskana. Rojstni kraj renesančnega polimata Leonarda da Vincija leži tik pred mestom.

## Zgodovina
Vinci se prvič omenja v 11. stoletju. Mesto je bilo v lasti družine Guidi do 12. avgusta 1254, nato pa ga je zavzela republika Firence in razglasila za občino. Po bitki pri Montapertiju leta 1260, ko so bile Firence poražene, so Guidi spet prevzeli oblast v mestu, vendar so leta 1273 Vinci prodali nazaj v Firencam. Leta 1315 se je prebivalstvo dvignilo proti firenškim gospodarjem pod vodstvom Uguccione della Faggiola, vendar so mesto ponovno zasedli aprila 1316. Vincijev prvi statut je bil pripravljen leta 1383.
Po teritorialni reformi Leopolda II. leta 1774 je Vinci pripadal Cerretu Guidi, po francoski okupaciji je kraj leta 1814 spet postal samostojna občina. Predsednik Luigi Einaudi je 15. julija 1954 zaradi njegove zgodovinske pomembnosti kraj razglasil za mesto. Leta 1961 je direktor in častni občan Friedrich Vordemberge ustanovil zunanji atelje za študente umetnosti v tovarnah v Kölnu, ki so obstajale do leta 1971.

## Znamenitosti
- Museo Leonardiano, muzej Leonarda da Vincija. V tem muzeju so prikazani nekateri izumi, ki so zapisani v Leonardovih zvezkih.
- Casa Natale di Leonardo, rojstna hiša Leonarda da Vincija, ki leži približno 3 km severovzhodno od Vincija v obrobju mesta Anchiano.[5] V hiši je nekaj reprodukcij njegovih risb.
- Castello dei Conti Guidi, grad v središču vasi, imenovan tudi Castello della Nave (ladijski grad), je bil zgrajen okoli leta 1000 in je od leta 1919 v lasti občine Vinci. V njem je muzej Leonardiano di Vinci, ustanovljen leta 1919, z risbami, modeli in replikami Leonardovih strojev in izumov, kot tudi zasebni Museo ideal Leonardo da Vinci, ki ga je ustanovil Alessandro Vezzosi.
- Biblioteca Leonardiana, knjižnica, ustanovljena leta 1928, vsebuje več kot 7000 monografij o Leonardu da Vinciju.
- Chiesa di Santa Croce, cerkev v središču mesta. V 13. stoletju je bila podrejena Pieve di San Giovanni Battista v Gretiju. Bila je večkrat obnovljena, sedanji videz pa izhaja iz obnov med letoma 1925 in 1935. Campanile je bil obnovljen v 19. stoletju.[6]
- Il Cavallo (Konj), skulptura, ki je na trgu Piazza della Libertà od leta 2001. Vlit je bil iz brona po glinenem modelu japonsko-ameriške umetnice Nine Akamu[7], narejene po Leonardovih načrtih za načrtovani konjeniški kip Francesca Sforze.

- Castello dei Conti Guidi
- Museo Leonardiano
- Mestno obzidje in Uomo di Vinci
- Pogled s  Castello  na cerkev  Santa Croce  in Vinci
- Pieve di San Giovanni Battista

## Pobratena mesta
Vinci ima dve pobrateni kot ju je imenovala Sister Cities International:
- Allentown, Pennsilvanija, ZDA
- Amboise, Francija[8]